# Shasta
Die Shasta sind ein Indianerstamm in den USA, der im Siskiyou County in Kalifornien bzw. im südlichen Oregon (Jackson County und Klamath County) lebte. Zur Entstehung des Namens gibt es mehrere Versionen. Die gebräuchlichste lautet, dass der Name von Sǔsti'ka, abstammt, einem bekannten Indianerstamm, der um 1840 in der Nähe von Yreka in Kalifornien beheimatet war. 
Hauptnahrungsquelle der Shasta waren Lachs, Muscheln, Hirsch und Kleinwild. Geschickte Jäger waren aber auch in der Lage, Gänse zu jagen, die sie mit Pfeil und Bogen, ihrer Hauptwaffe, erlegten. Zu den weiteren Nahrungsmitteln gehörten Eicheln und Beeren. Der Fisch wurde auch getrocknet und war damit länger haltbar. 
Handel wurde getrieben mit Obsidian, Dentaliummuscheln, Salz, Eicheln, Körben und gelegentlich Kanus.
Sie waren nicht in Clans organisiert und wohnten in einzelnen Dörfern, wie die anderen Stämme in Kalifornien auch.
Im 18. Jahrhundert betrug die Gesamtzahl der Shasta-Indianer um die 3.000. Heute leben noch etwa 100 Stammesmitglieder in der Quartz-Valley-Reservation in Siskiyou County und einige in Yreka, Kalifornien.